# Prirezano šestkotno tlakovanje
Prirezano šestkotno tlakovanje je v geometriji polpravilno tlakovanje evklidske ravnine. 

## Wythoffove konstrukcije iz šestkotnih in trikotnih tlakovanj
Podobno kot je osem uniformnih tlakovanj je toliko tudi uniformnih poliedrov, ki lahko imajo osnovo v pravilnem šestkotnem tlakovanju ali njegovem dualu trikotnem tlakovanju. Če narišemo ploščice tlakovanja rdeče na njihovih prvotnih stranskih ploskvah, rumeno na njihovih prvotnih ogliščih in modro na njihovih prvotnih robovih, dobimo osem oblik. Od teh je sedem topološko različnih. Pri tem se šteje prisekano trikotno tlakovanje enako šestkotnemu  tlakovanju.  

## Sorodni poliedri
| Wythoff            | 3 \| 6 2 | 2 3 \| 6  | 2 \| 6 3 | 2 6 \| 3  | 6 \| 3 2 | 6 3 \| 2  | 6 3 2 \|    | \| 6 3 2  |         |             |
| Schläfli           | {6,3}    | t0,1{6,3} | t1{6,3}  | t1,2{6,3} | t2{6,3}  | t0,2{6,3} | t0,1,2{6,3} | s{6,3}    | h0{6,3} | h1,2{6,3}   |
| Coxeter            |          |           |          |           |          |           |             |           |         |             |
| ------------------ | -------- | --------- | -------- | --------- | -------- | --------- | ----------- | --------- | ------- | ----------- |
| Slika Slika oglišč | 6.6.6    | 3.12.12   | 3.6.3.6  | 6.6.6     | {36}     | 3.4.6.4   | 4.6.12      | 3.3.3.3.6 | (3.3)3  | 3.3.3.3.3.3 |

To polpravilno tlakovanje je član zaporedja prisekanih poliedrov in tlakovanj s sliko oglišča (3.3.3.3.n) in Coxeter-Dinkinovim diagramom . Te oblike in njihovi duali imajo vrtilno simetrijo (n32), če so v evklidski ravnini za n=6 ter za višje n v hiperbolični ravnini. Lahko smatramo, se to zaporedje prične z n=2 tako, da ena skupina stranskih ploskev degenerira v dvokotnike.
| Symmetry                      | 232 [2,3]+ D3 | 332 [3,3]+ T | 432 [4,3]+ O | 532 [5,3]+ I | 632 [6,3]+ P6 | 732 [7,3]+ | 832 [8,3]+ |
| Symmetry order                | 6             | 12           | 24           | 60           | ∞             | ∞          | ∞          |
| Coxeter Schläfli              | s{2,3}        | s{3,3}       | s{4,3}       | s{5,3}       | s{6,3}        | s{7,3}     | s{8,3}     |
| ----------------------------- | ------------- | ------------ | ------------ | ------------ | ------------- | ---------- | ---------- |
| Slika prisekane oblike        | 3.3.3.3.2     | 3.3.3.3.3    | 3.3.3.3.4    | 3.3.3.3.5    | 3.3.3.3.6     | 3.3.3.3.7  | 3.3.3.3.8  |
| Slika prisekane dualne oblike | V3.3.3.3.2    | V3.3.3.3.3   | V3.3.3.3.4   | V3.3.3.3.5   | V3.3.3.3.6    | V3.3.3.3.7 |            |

## Pakiranje krožnic
Prisekano šestkotno tlakovanje se lahko uporabi za pakiranje krožnic. V njem je vsaka krožnica v dotiku s petimi drugimi krožnicami v pakiranja. (glej problem dotikalnega števila). Šestrane praznine dovoljujejo vnos dodatne krožnice. S tem dobimo gostejše pakiranje.